# Kratery księżycowe według średnicy
Lista kraterów księżycowych o średnicy powyżej 100 km wymienia największe kratery uderzeniowe położone na Księżycu. Nie są w niej uwzględnione morza księżycowe, spośród których część wypełnia wnętrza olbrzymich basenów uderzeniowych, oraz Basen Biegun Południowy – Aitken, największa struktura uderzeniowa na powierzchni Księżyca.

## Lista kraterów

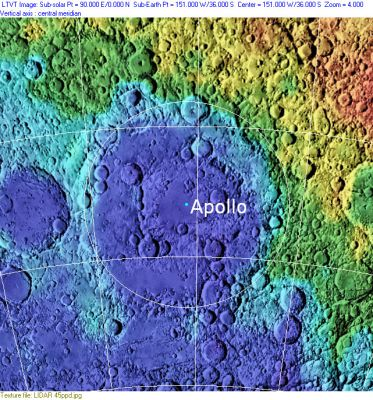
Mapa altimetryczna krateru Apollo

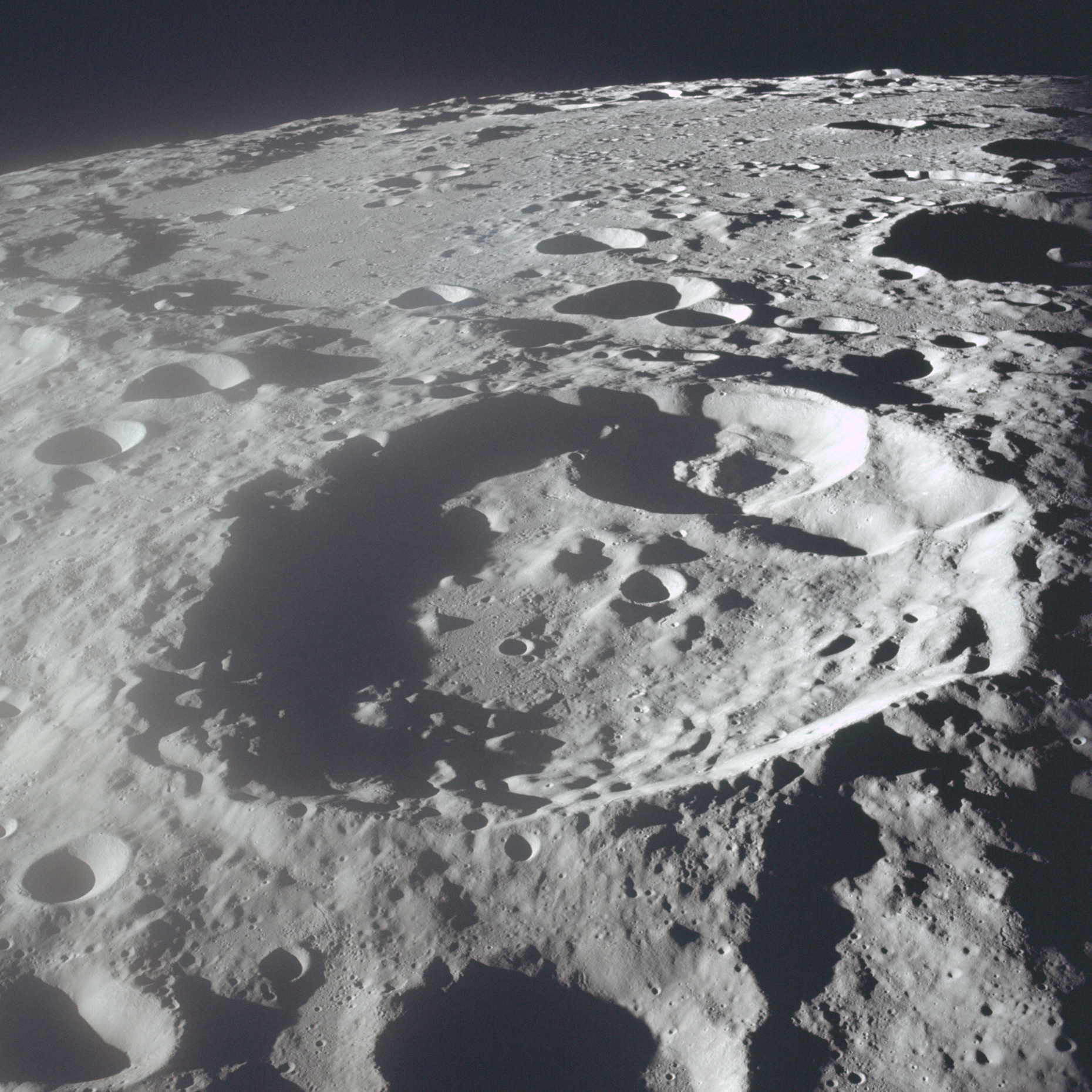
Kratery Doppler (na pierwszym planie) i Korolev (na drugim planie), widziane z pokładu Apollo 17

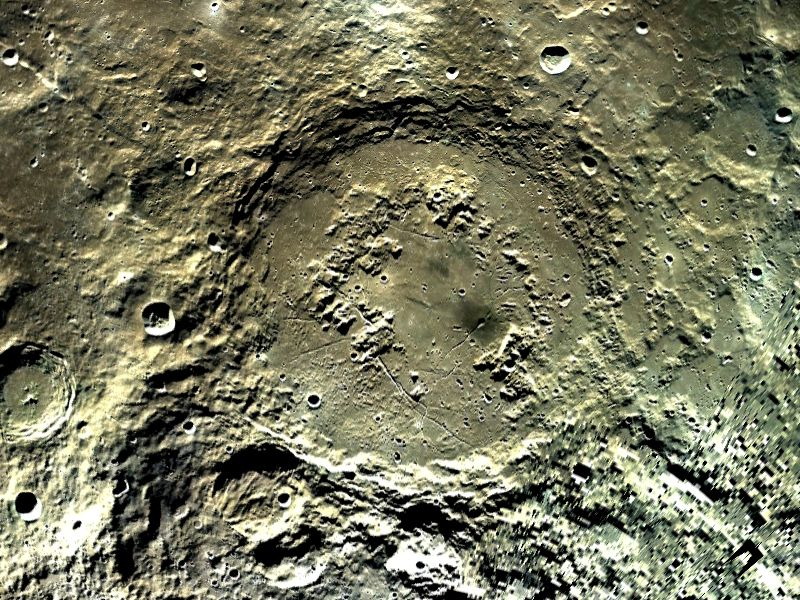
Złożony krater uderzeniowy Schrödinger

| Średnica (km) | Nazwa                     | Współrzędne selenograficzne             |
| ------------- | ------------------------- | --------------------------------------- |
| 591           | Hertzsprung               | ☾ 2,6°N 129,2°W/2,600000 -129,200000    |
| 537           | Apollo                    | ☾ 36,1°S 151,8°W/-36,100000 -151,800000 |
| 437           | Korolev                   | ☾ 4,0°S 157,4°W/-4,000000 -157,400000   |
| 345           | Birkhoff                  | ☾ 58,7°N 146,1°W/58,700000 -146,100000  |
| 319           | Poincaré                  | ☾ 56,7°S 163,6°E/-56,700000 163,600000  |
| 314           | Planck                    | ☾ 57,9°S 136,8°E/-57,900000 136,800000  |
| 313           | Mendelejew (Mendeleev)    | ☾ 5,7°N 140,9°E/5,700000 140,900000     |
| 312           | Schrödinger               | ☾ 75,0°S 132,4°E/-75,000000 132,400000  |
| 312           | Lorentz                   | ☾ 32,6°N 95,3°W/32,600000 -95,300000    |
| 287           | Bailly                    | ☾ 66,5°S 69,1°W/-66,500000 -69,100000   |
| 272           | Milne                     | ☾ 31,4°S 112,2°E/-31,400000 112,200000  |
| 265           | Gagarin                   | ☾ 20,2°S 149,2°E/-20,200000 149,200000  |
| 256           | Deslandres                | ☾ 33,1°S 4,8°W/-33,100000 -4,800000     |
| 248           | D'Alembert                | ☾ 50,8°N 163,9°E/50,800000 163,900000   |
| 245           | Leibnitz                  | ☾ 38,3°S 179,2°E/-38,300000 179,200000  |
| 245           | Clavius                   | ☾ 58,8°S 14,1°W/-58,800000 -14,100000   |
| 237           | Harkhebi                  | ☾ 39,6°N 98,3°E/39,600000 98,300000     |
| 233           | Van de Graaff             | ☾ 27,4°S 172,2°E/-27,400000 172,200000  |
| 225           | Lagrange                  | ☾ 32,3°S 72,8°W/-32,300000 -72,800000   |
| 224           | Pasteur                   | ☾ 11,9°S 104,6°E/-11,900000 104,600000  |
| 222           | Galois                    | ☾ 14,2°S 151,9°W/-14,200000 -151,900000 |
| 219           | Campbell                  | ☾ 45,3°N 151,4°E/45,300000 151,400000   |
| 214           | Landau                    | ☾ 41,6°N 118,1°W/41,600000 -118,100000  |
| 214           | Belkovich                 | ☾ 61,1°N 90,2°E/61,100000 90,200000     |
| 212           | Schwarzschild             | ☾ 70,1°N 121,2°E/70,100000 121,200000   |
| 208           | Oppenheimer               | ☾ 35,2°S 166,3°W/-35,200000 -166,300000 |
| 206           | Schickard                 | ☾ 44,3°S 55,3°W/-44,300000 -55,300000   |
| 199           | Janssen                   | ☾ 45,4°S 40,3°E/-45,400000 40,300000    |
| 198           | Einstein                  | ☾ 16,3°N 88,7°W/16,300000 -88,700000    |
| 197           | Mandelsztam (Mandelshtam) | ☾ 5,4°N 162,4°E/5,400000 162,400000     |
| 195           | Poczobutt                 | ☾ 57,1°N 98,8°W/57,100000 -98,800000    |
| 194           | Maginus                   | ☾ 50,5°S 6,3°W/-50,500000 -6,300000     |
| 190           | Zeeman                    | ☾ 75,2°S 133,6°W/-75,200000 -133,600000 |
| 189           | Humboldt                  | ☾ 27,0°S 80,9°E/-27,000000 80,900000    |
| 188           | Petavius                  | ☾ 25,1°S 60,4°E/-25,100000 60,400000    |
| 187           | Vertregt                  | ☾ 19,8°S 171,1°E/-19,800000 171,100000  |
| 185           | Ciołkowski (Tsiolkovsky)  | ☾ 21,2°S 128,9°E/-21,200000 128,900000  |
| 184           | Fabry                     | ☾ 42,9°N 100,7°E/42,900000 100,700000   |
| 183           | Fermi                     | ☾ 19,3°S 122,6°E/-19,300000 122,600000  |
| 182           | Compton                   | ☾ 55,3°N 103,8°E/55,300000 103,800000   |
| 181           | Tsander                   | ☾ 6,2°N 149,3°W/6,200000 -149,300000    |
| 180           | Von Kármán                | ☾ 44,8°S 175,9°E/-44,800000 175,900000  |
| 180           | Schiller                  | ☾ 51,9°S 39,0°W/-51,900000 -39,000000   |
| 180           | Mach                      | ☾ 18,5°N 149,3°W/18,500000 -149,300000  |
| 178           | Chebyshev                 | ☾ 33,7°S 133,1°W/-33,700000 -133,100000 |
| 177           | Rozhdestvenskiy           | ☾ 85,2°N 155,4°W/85,200000 -155,400000  |
| 177           | Gauss                     | ☾ 35,7°N 79,0°E/35,700000 79,000000     |
| 172           | Grimaldi                  | ☾ 5,5°S 68,3°W/-5,500000 -68,300000     |
| 171           | Rowland                   | ☾ 57,4°N 162,5°W/57,400000 -162,500000  |
| 169           | Sommerfeld                | ☾ 65,2°N 162,4°W/65,200000 -162,400000  |
| 167           | Hecataeus                 | ☾ 21,8°S 79,4°E/-21,800000 79,400000    |
| 167           | Hausen                    | ☾ 65,0°S 88,1°W/-65,000000 -88,100000   |
| 165           | Heaviside                 | ☾ 10,4°S 167,1°E/-10,400000 167,100000  |
| 165           | J. Herschel               | ☾ 62,0°N 42,0°W/62,000000 -42,000000    |
| 164           | Struve                    | ☾ 22,4°N 77,1°W/22,400000 -77,100000    |
| 164           | Ptolemeusz (Ptolemaeus)   | ☾ 9,3°S 1,9°W/-9,300000 -1,900000       |
| 164           | Joliot                    | ☾ 25,8°N 93,1°E/25,800000 93,100000     |
| 163           | Riemann                   | ☾ 38,9°N 86,8°E/38,900000 86,800000     |
| 160           | Lippmann                  | ☾ 56,0°S 114,9°W/-56,000000 -114,900000 |
| 160           | Roche                     | ☾ 42,3°S 136,5°E/-42,300000 136,500000  |
| 160           | Keeler                    | ☾ 10,2°S 161,9°E/-10,200000 161,900000  |
| 158           | Brouwer                   | ☾ 36,2°S 126,0°W/-36,200000 -126,000000 |
| 157           | Longomontanus             | ☾ 49,6°S 21,8°W/-49,600000 -21,800000   |
| 156           | Ashbrook                  | ☾ 81,4°S 112,5°W/-81,400000 -112,500000 |
| 156           | W. Bond                   | ☾ 65,4°N 4,5°W/65,400000 -4,500000      |
| 151           | Hilbert                   | ☾ 17,9°S 108,2°E/-17,900000 108,200000  |
| 151           | Curie                     | ☾ 22,9°S 91,0°E/-22,900000 91,000000    |
| 151           | Fersman                   | ☾ 18,7°N 126,0°W/18,700000 -126,000000  |
| 150           | Zwicky                    | ☾ 15,4°S 168,1°E/-15,400000 168,100000  |
| 150           | Hedin                     | ☾ 2,0°N 76,5°W/2,000000 -76,500000      |
| 149           | Drygalski                 | ☾ 79,3°S 84,9°W/-79,300000 -84,900000   |
| 148           | Pavlov                    | ☾ 28,8°S 142,5°E/-28,800000 142,500000  |
| 146           | Fowler                    | ☾ 42,3°N 145,0°W/42,300000 -145,000000  |
| 143           | Babbage                   | ☾ 59,7°N 57,1°W/59,700000 -57,100000    |
| 143           | Jules Verne               | ☾ 35°S 147°E/-35,000000 147,000000      |
| 143           | Antoniadi                 | ☾ 69,7°S 172,0°W/-69,700000 -172,000000 |
| 142           | Debye                     | ☾ 49,6°N 176,2°W/49,600000 -176,200000  |
| 142           | Pitagoras (Pythagoras)    | ☾ 63,5°N 63,0°W/63,500000 -63,000000    |
| 142           | Boussingault              | ☾ 70,2°S 54,6°E/-70,200000 54,600000    |
| 141           | Richardson                | ☾ 31,1°N 100,5°E/31,100000 100,500000   |
| 141           | Blackett                  | ☾ 37,5°S 116,1°W/-37,500000 -116,100000 |
| 139           | Avogardo                  | ☾ 63,1°N 164,9°E/63,100000 164,900000   |
| 139           | Riccioli                  | ☾ 3,3°S 74,6°W/-3,300000 -74,600000     |
| 138           | Balmer                    | ☾ 20,3°S 69,8°E/-20,300000 69,800000    |
| 138           | Hipparchus                | ☾ 5,1°S 5,2°E/-5,100000 5,200000        |
| 138           | Mendel                    | ☾ 48,8°S 109,4°W/-48,800000 -109,400000 |
| 137           | Chaplygin                 | ☾ 6,2°S 150,3°E/-6,200000 150,300000    |
| 137           | Neper                     | ☾ 8,5°N 84,6°E/8,500000 84,600000       |
| 135           | Bolyai                    | ☾ 33,6°S 125,9°E/-33,600000 125,900000  |
| 135           | Aitken                    | ☾ 16,8°S 173,4°E/-16,800000 173,400000  |
| 135           | Furnerius                 | ☾ 36,0°S 60,6°E/-36,000000 60,600000    |
| 134           | Piazzi                    | ☾ 36,6°S 67,9°W/-36,600000 -67,900000   |
| 134           | Brianchon                 | ☾ 75,0°N 86,2°W/75,000000 -86,200000    |
| 134           | De La Rue                 | ☾ 59,1°N 52,3°E/59,100000 52,300000     |
| 132           | Lyot                      | ☾ 49,8°S 84,5°E/-49,800000 84,500000    |
| 132           | Hirayama                  | ☾ 6,1°S 93,5°E/-6,100000 93,500000      |
| 131           | Stebbins                  | ☾ 64,8°N 141,8°W/64,800000 -141,800000  |
| 131           | Vendelinus                | ☾ 16,4°S 61,6°E/-16,400000 61,600000    |
| 130           | Meton                     | ☾ 73,6°N 18,8°E/73,600000 18,800000     |
| 129           | Gamow                     | ☾ 65,3°N 145,3°E/65,300000 145,300000   |
| 128           | Walther (Walter)          | ☾ 33,1°S 1,0°E/-33,100000 1,000000      |
| 128           | Poynting                  | ☾ 18,1°N 133,4°W/18,100000 -133,400000  |
| 128           | Demonax                   | ☾ 77,9°S 60,8°E/-77,900000 60,800000    |
| 128           | La Gentil                 | ☾ 74,6°S 75,7°W/-74,600000 -75,700000   |
| 127           | Skłodowska (Sklodowska)   | ☾ 18,2°S 95,5°E/-18,200000 95,500000    |
| 127           | Langrenus                 | ☾ 8,9°S 61,1°E/-8,900000 61,100000      |
| 126           | Stofler                   | ☾ 41,1°S 6,0°E/-41,100000 6,000000      |
| 126           | Hommel                    | ☾ 54,7°S 33,8°E/-54,700000 33,800000    |
| 126           | Roentgen                  | ☾ 33,0°N 91,4°W/33,000000 -91,400000    |
| 126           | Carnot                    | ☾ 52,3°N 143,5°W/52,300000 -143,500000  |
| 126           | Mee                       | ☾ 43,7°S 35,3°W/-43,700000 -35,300000   |
| 125           | Minnaert                  | ☾ 67,8°S 179,6°E/-67,800000 179,600000  |
| 125           | Messala                   | ☾ 39,2°N 60,5°E/39,200000 60,500000     |
| 125           | Cleomedes                 | ☾ 27,7°N 56,0°E/27,700000 56,000000     |
| 125           | Stefan                    | ☾ 46,0°N 103,3°W/46,000000 -103,300000  |
| 125           | Leeuwenhoek               | ☾ 29,3°S 178,7°W/-29,300000 -178,700000 |
| 125           | Xenophanes                | ☾ 57,5°N 82,0°W/57,500000 -82,000000    |
| 124           | Paschen                   | ☾ 13,5°S 139,8°W/-13,500000 -139,800000 |
| 123           | Michelson                 | ☾ 7,2°N 120,7°W/7,200000 -120,700000    |
| 123           | Endymion                  | ☾ 53,9°N 57,0°E/53,900000 57,000000     |
| 123           | Volta                     | ☾ 53,9°N 84,4°W/53,900000 -84,400000    |
| 122           | Abel                      | ☾ 34,5°S 87,3°E/-34,500000 87,300000    |
| 122           | Szilard                   | ☾ 34,0°N 105,7°E/34,000000 105,700000   |
| 122           | Phillips                  | ☾ 26,6°S 75,3°E/-26,600000 75,300000    |
| 121           | Phocylides                | ☾ 52,7°S 57,0°W/-52,700000 -57,000000   |
| 121           | Levi-Civita               | ☾ 23,7°S 143,4°E/-23,700000 143,400000  |
| 120           | Darwin                    | ☾ 20,2°S 69,5°W/-20,200000 -69,500000   |
| 120           | Wiener                    | ☾ 40,8°N 146,6°E/40,800000 146,600000   |
| 119           | Klaproth                  | ☾ 69,8°S 26,0°W/-69,800000 -26,000000   |
| 118           | Eddington                 | ☾ 21,3°N 72,2°W/21,300000 -72,200000    |
| 117           | Blancanus                 | ☾ 63,8°S 21,4°W/-63,800000 -21,400000   |
| 117           | Carol                     | ☾ 8,5°N 122,3°E/8,500000 122,300000     |
| 117           | Thomson                   | ☾ 32,7°S 166,2°E/-32,700000 166,200000  |
| 116           | Nernst                    | ☾ 35,3°N 94,8°W/35,300000 -94,800000    |
| 116           | Letronne                  | ☾ 10,8°S 42,5°W/-10,800000 -42,500000   |
| 115           | Purbach                   | ☾ 25,5°S 2,3°W/-25,500000 -2,300000     |
| 115           | Gärtner                   | ☾ 59,1°N 34,6°E/59,100000 34,600000     |
| 115           | Kovalevskaja              | ☾ 30,8°N 129,6°W/30,800000 -129,600000  |
| 115           | Heweliusz (Hevelius)      | ☾ 2,2°N 67,6°W/2,200000 -67,600000      |
| 115           | Pascal                    | ☾ 74,6°N 70,3°W/74,600000 -70,300000    |
| 114           | H. G. Wells               | ☾ 40,7°N 122,8°E/40,700000 122,800000   |
| 114           | Albategnius               | ☾ 11,7°S 4,3°E/-11,700000 4,300000      |
| 114           | Rayleigh                  | ☾ 29,3°N 89,6°E/29,300000 89,600000     |
| 114           | Maurolycus                | ☾ 42°S 14°E/-42,000000 14,000000        |
| 113           | Minkowski                 | ☾ 56,5°S 146,0°W/-56,500000 -146,000000 |
| 113           | Numerov                   | ☾ 70,7°S 160,7°W/-70,700000 -160,700000 |
| 113           | Goldschmidt               | ☾ 73,2°N 3,8°W/73,200000 -3,800000      |
| 112           | Gilbert                   | ☾ 3,2°S 76,0°E/-3,200000 76,000000      |
| 112           | Fracastorius              | ☾ 21,5°S 33,2°E/-21,500000 33,200000    |
| 111           | Moretus                   | ☾ 70,6°S 5,8°W/-70,600000 -5,800000     |
| 111           | Fizeau                    | ☾ 58,6°S 133,9°W/-58,600000 -133,900000 |
| 111           | Emden                     | ☾ 63,3°N 177,3°W/63,300000 -177,300000  |
| 110           | Scheiner                  | ☾ 60,5°S 27,5°W/-60,500000 -27,500000   |
| 110           | Fitzgerald                | ☾ 27,5°N 171,7°W/27,500000 -171,700000  |
| 110           | Seyfert                   | ☾ 29,1°N 114,6°E/29,100000 114,600000   |
| 110           | Doppler                   | ☾ 12,6°S 159,6°W/-12,600000 -159,600000 |
| 110           | Theophilus                | ☾ 11,4°S 26,4°E/-11,400000 26,400000    |
| 110           | Seares                    | ☾ 73,5°N 145,8°E/73,500000 145,800000   |
| 109           | Plaskett                  | ☾ 82,1°N 174,3°E/82,100000 174,300000   |
| 109           | Anderson                  | ☾ 15,8°N 171,1°E/15,800000 171,100000   |
| 109           | Platon                    | ☾ 51,6°N 9,4°W/51,600000 -9,400000      |
| 109           | Repsold                   | ☾ 51,3°N 78,6°W/51,300000 -78,600000    |
| 108           | Kondratiuk                | ☾ 14,9°S 115,5°E/-14,900000 115,500000  |
| 108           | Schuster                  | ☾ 4,2°N 146,5°E/4,200000 146,500000     |
| 108           | Alphonsus                 | ☾ 13,7°S 3,2°W/-13,700000 -3,200000     |
| 108           | Casatus                   | ☾ 72,8°S 29,5°W/-72,800000 -29,500000   |
| 108           | Weyl                      | ☾ 17,5°N 120,2°W/17,500000 -120,200000  |
| 108           | Regiomontanus             | ☾ 28,3°S 1,0°W/-28,300000 -1,000000     |
| 108           | Kutner                    | ☾ 6,8°S 78,5°E/-6,800000 78,500000      |
| 107           | Kopernik (Copernicus)     | ☾ 9,7°N 20,1°W/9,700000 -20,100000      |
| 107           | Maxwell                   | ☾ 30,2°N 98,9°E/30,200000 98,900000     |
| 106           | Kurchatov                 | ☾ 38,3°N 142,1°E/38,300000 142,100000   |
| 106           | Lundmark                  | ☾ 39,7°N 152,5°E/39,700000 152,500000   |
| 106           | Lamb                      | ☾ 42,9°S 100,1°E/-42,900000 100,100000  |
| 106           | Pitatus                   | ☾ 29,9°S 13,5°W/-29,900000 -13,500000   |
| 106           | Wilhelm                   | ☾ 43,4°S 20,4°W/-43,400000 -20,400000   |
| 106           | Lamont                    | ☾ 4,4°N 23,7°E/4,400000 23,700000       |
| 106           | Fleming                   | ☾ 15,0°N 109,6°E/15,000000 109,600000   |
| 106           | Buffon                    | ☾ 40,4°S 133,4°W/-40,400000 -133,400000 |
| 105           | Orontius                  | ☾ 40,6°S 4,6°W/-40,600000 -4,600000     |
| 105           | Barnard                   | ☾ 29,5°S 85,6°E/-29,500000 85,600000    |
| 104           | South                     | ☾ 58,0°N 50,8°W/58,000000 -50,800000    |
| 104           | Van del Waals             | ☾ 43,9°S 119,9°E/-43,900000 119,900000  |
| 104           | Catharina                 | ☾ 18,1°S 23,4°E/-18,100000 23,400000    |
| 104           | Nansen                    | ☾ 80,9°N 95,3°E/80,900000 95,300000     |
| 104           | Alden                     | ☾ 23,6°S 110,8°E/-23,600000 110,800000  |
| 104           | Hermite                   | ☾ 86,0°N 89,9°W/86,000000 -89,900000    |
| 104           | Ostwald                   | ☾ 10,4°N 121,9°E/10,400000 121,900000   |
| 103           | Scott                     | ☾ 82,1°S 48,5°E/-82,100000 48,500000    |
| 103           | Russell                   | ☾ 26,5°N 75,4°W/26,500000 -75,400000    |
| 102           | Tycho                     | ☾ 43,4°S 11,1°W/-43,400000 -11,100000   |
| 102           | Fridman                   | ☾ 12,6°S 126,0°W/-12,600000 -126,000000 |
| 102           | Lebedev                   | ☾ 47,3°S 107,8°E/-47,300000 107,800000  |
| 101           | Gassendi                  | ☾ 17,6°S 40,1°W/-17,600000 -40,100000   |
| 101           | Milankovic                | ☾ 77,2°N 168,8°E/77,200000 168,800000   |
| 101           | Amudsen                   | ☾ 84,3°S 85,6°E/-84,300000 85,600000    |
| 101           | Neujmin                   | ☾ 27°S 125°E/-27,000000 125,000000      |
| 101           | Fra Mauro                 | ☾ 6,1°S 17,0°W/-6,100000 -17,000000     |
| 100           | Lamarck                   | ☾ 22,9°S 69,8°W/-22,900000 -69,800000   |
| 100           | Sternfeld                 | ☾ 19,6°S 141,2°W/-19,600000 -141,200000 |

## Lokalizacja większych kraterów widocznej strony

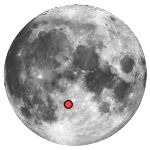
Albategnius
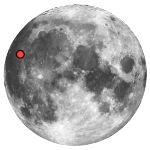
Aristarchus
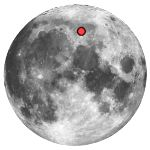
Arystoteles
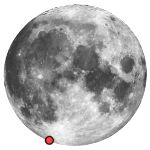
Bailly
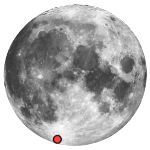
Clavius
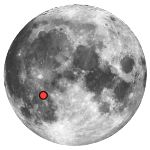
Fra Mauro
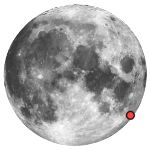
Humboldt
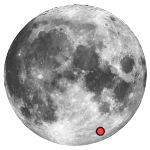
Janssen
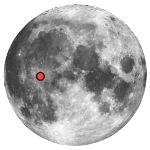
Kopernik
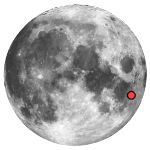
Langrenus
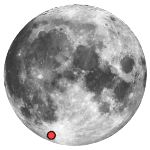
Longomontanus
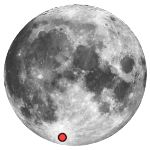
Maginus
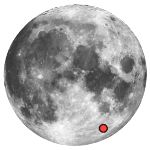
Metius
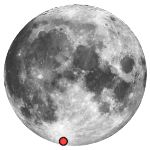
Moretus
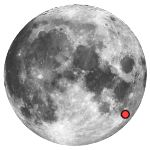
Petavius
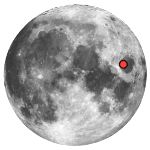
Picard
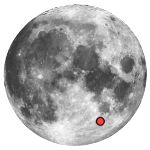
Piccolomini
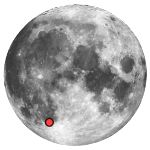
Pitatus
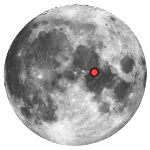
Plinius
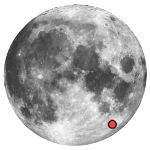
Rheita
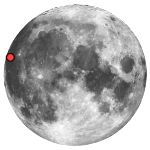
Russell
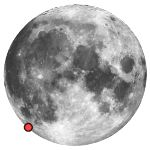
Schickard
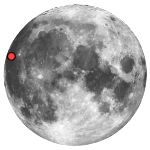
Seleucus
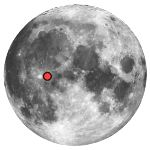
Stadius
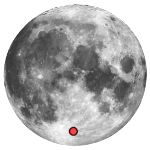
Stöfler
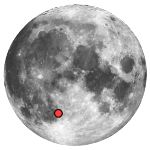
Thebit
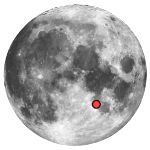
Theophilus
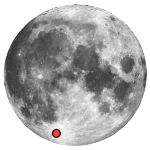
Tycho
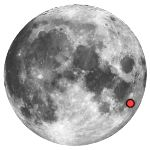
Vendelinus
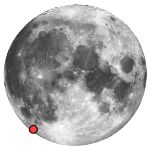
Wargentin

## Wybrane mniejsze
| Średnica (km) | Nazwa       | Współrzędne selenograficzne             |
| ------------- | ----------- | --------------------------------------- |
| 98            | Cabeus      | ☾ 84,9°S 35,5°W/-84,900000 -35,500000   |
| 95            | Boguslawsky | ☾ 72,90°S 43,26°E/-72,900000 43,260000  |
| 87            | Arystoteles | ☾ 50,2°N 17,4°E/50,200000 17,400000     |
| 84            | Mersenius   | ☾ 21,5°S 49,2°W/-21,500000 -49,200000   |
| 66            | Abbe        | ☾ 57,3°S 175,2°E/-57,300000 175,200000  |
| 57            | Boyle       | ☾ 53,1°S 172,9°W/-53,100000 -172,900000 |
| 53            | Apollonius  | ☾ 4,5°N 61,1°E/4,500000 61,100000       |
| 44            | Agrippa     | ☾ 4,1°N 10,5°E/4,100000 10,500000       |
| 43            | Bergstrand  | ☾ 18,8°S 176,3°E/-18,800000 176,300000  |
| 40            | Brashear    | ☾ 73,8°S 170,7°E/-73,800000 170,700000  |
| 10            | Abbot       | ☾ 5,6°N 54,8°E/5,600000 54,800000       |
| 9             | Ameghino    | ☾ 3,3°N 57,0°E/3,300000 57,000000       |